# Balta Ialomiței
Balta Ialomiței és el nom d'una illa en el riu Danubi, situada al comtat de Ialomița i Călărași, a Romania. Està envoltada per dos afluents del Danubi, anomenats "Borcea" i "Dunarea Veche". Originalment, l'illa estava coberta de pantans, boscos, llacs i llacunes, però part de la terra va ser sotmesa a un procés de recuperació per a l'agricultura a partir de la dècada de 1960. A vegades, algunes d'aquestes regions són inundades. L'autopista A2 passa a través d'aquesta illa. L'illa té una superfície de 831,3 km², amb una longitud de 94 km i un ample de 4 a 12,5 km. L'altura mitjana és de 10 a 17 metres.